# Grete Bidla
Grete Bidla (ur. w 1897) – austriacka lekkoatletka, kulomiotka i dyskobolka.
Podczas mistrzostw Austrii w 1919 zwyciężyła w pchnięciu kulą (o wadze 5 kg) i rzucie dyskiem (o wadze 1,5 kg).